# Aricia astorica
Aricia astorica är en fjärilsart som beskrevs av Evans 1925. Aricia astorica ingår i släktet Aricia och familjen juvelvingar. Inga underarter finns listade i Catalogue of Life.